# Czekanowskiberge
Die Czekanowskiberge (russisch Кряж Чекановского, nach der russischen Schreibweise auch Tschekanowskiberge oder Tschekanowskirücken) sind ein bis 539 m hohes Mittelgebirge des Mittelsibirischen Berglandes, jeweils im Norden von Sibirien, Russland und der Republik Sacha (Jakutien) (Asien).

## Geographische Lage
Die felsige Gebirgskette liegt durchschnittlich knapp 600 km nördlich des nördlichen Polarkreises und befindet sich direkt südlich der zum Nordpolarmeer gehörenden Laptewsee bzw. südöstlich des Olenjokgolfs, in welchen der Olenjok mündet. Es bildet den äußersten Nordosten des Mittelsibirischen Berglandes. Westlich des Gebirges fließt der Olenjok, jenseits davon befindet sich das Nordsibirische Tiefland und nordöstlich des Gebirges liegt das rund 45.000 km² große Lenadelta als Mündungsdelta der das Gebirge östlich passierenden Lena mit dem jenseits davon befindlichen Charaulachrücken. Die Gebirgskette mit vielerorts plateauartigen Hochlagen ist 320 km lang.

## Ansiedlungen
Das Gebirgsinnere ist unbewohnt. Jedoch liegen an den Rändern nordwestlich der Mündung des Flusses Buolkalach in den Olenjok das am Olenjokufer gelegene Ust-Olenjok, westlich auch am Olenjok das etwas entfernte Sklad. Östlich an der Lena befindet sich Tit-Ary, weiter südlich am Fluss Tschekurowka und ganz im Südosten am jenseitigen Lenaufer Kjussjur.

## Geologie, Klima und Fauna
Geologisch betrachtet besteht das Gebirge aus mesozoischen Sandsteinen und Schiefern. Die Winter sind extrem kalt und lang, die Sommer kalt und kurz. Aufgrund der nördlichen Lage und der Nähe der arktischen Laptewsee herrschen Permafrostboden, Frostschuttwüsten und Tundra mit typischer Vegetation aus Moosen und Flechten vor.

## Namensursprung
Benannt wurde das Gebirge nach dem polnischen Geologen Aleksander Czekanowski (1833–1876), der unter anderem in Sibirien forschte.